# 江户时代

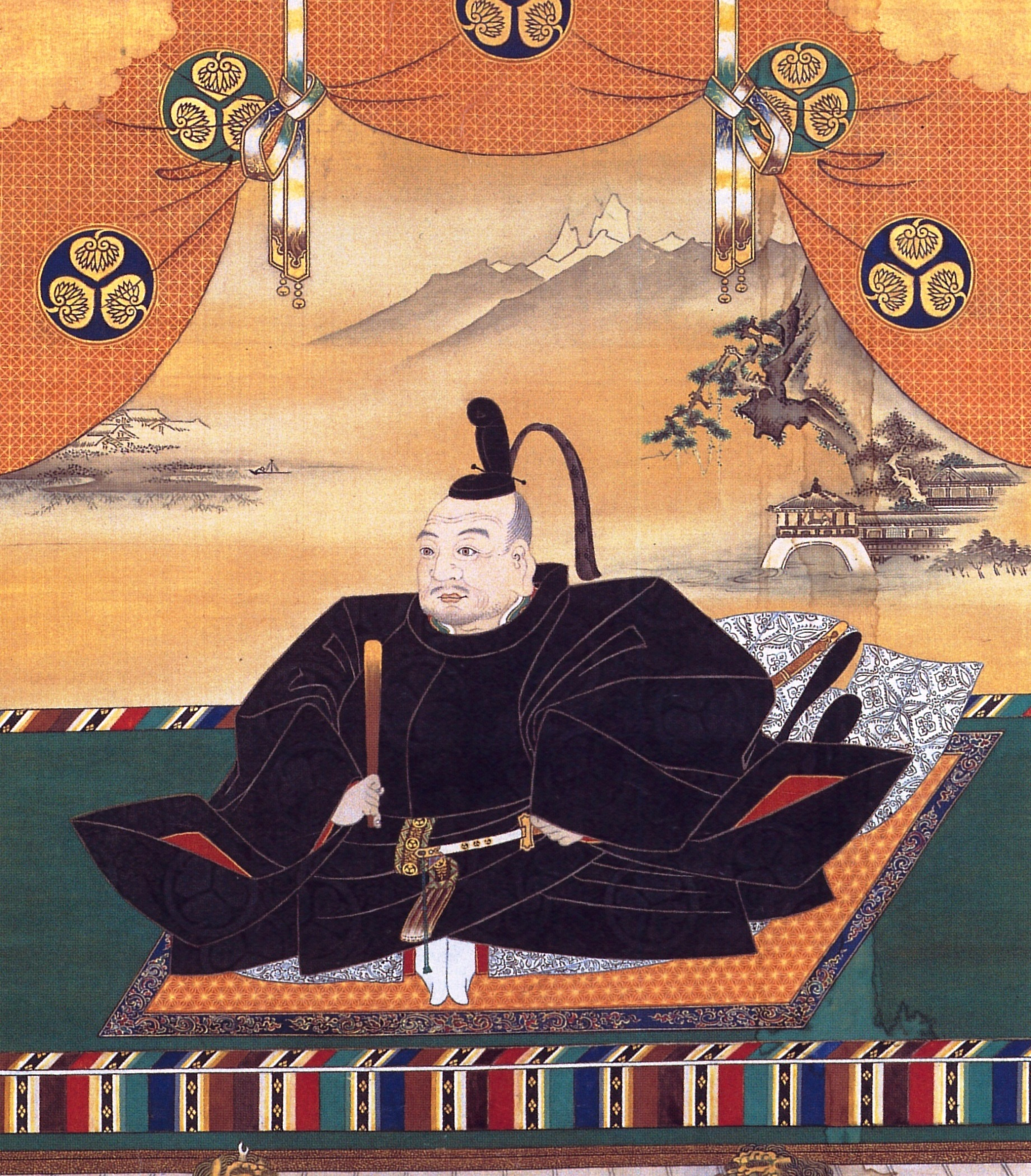
德川家康

江戶時代（1603年－1868年），又稱德川時代，是指日本歷史中在江户幕府（德川幕府）統治下的時期，從慶長八年二月十二（1603年3月24日）德川家康被委任為征夷大將軍在江戶（現在的東京）開設幕府時開始，到慶應四年四月十一（1868年5月3日）江户开城後結束，為期265年。江户时代是日本封建統治的最後一個時代。在江戶幕府時期，征夷大將軍是實際上政權的控制者、國家的最高領導人，號稱日本國大君，日本天皇不過是被幕府将军架空甚至被監控的象徵性元首。
太閤豐臣秀吉薨後，五大老之首的德川家康在關原之戰中獲得勝利，獲任為征夷大將軍，後於1615年大阪之戰徹底消灭了豐臣氏。幕府藉由禁中並公家諸法度與武家諸法度駕馭朝廷和大名(諸侯)，各大名因參勤交代制度，被要求定期往返江戶與其領國。日本歷經島原之亂並完成鎖國政策，只進行少部份在長崎與荷蘭、中國（清朝）交易，謂之一口通商。

政治安定，經濟也跟著發展。在德川綱吉時代，幕府经济景氣。江戶時代中葉，幕府財政陷入困境，德川吉宗實行享保改革，財政暫時恢復，卻又再度惡化。此後天保改革等企圖改善，但卻未解決根本。幕府末年被歐美各國逼迫開國，經由美国海军将领培里來航，引发黑船来航事件，日本簽下《日美神奈川條約》等不平等條約，使得日本結束鎖國政策。同時尊王攘夷的思想日漸強盛（包括坂本龍馬與反幕府組織積極提倡），1868年5月3日，江戶無血開城，德川幕府至此正式瓦解。德川慶喜先後把政權與領地，交還給當時的日本天皇，即明治天皇，江户时代随之结束。

## 幕府政策

### 封建集權制度
德川幕府理論上是天皇授權征夷大將軍開設軍政府(幕府)來統治全國，然後幕府分封大名來統治地方領地。实际上，德川幕府的政治体制为封建制，被称为幕藩体制，以幕府为领导者。各地领主的领地称为「藩」，领主称为「大名」。幕府将军及日本各地领主皆为「大名」，在领地内设有相对独立的政府体系。自德川家康于 1603 年被任命为征夷大将军以来，特别是德川家在 1615 年的大阪之战获胜后，德川幕府颁布了多项政策，确保对大名的控制。其他大名向幕府将军效忠，但在领地内有一定自治权。外交、国防、铸钱、度衡量和交通等领域则由幕府负责。江户时代的日本大名数量有所增减，但后趋于270左右。
德川家除了将军的职位外，还领有世袭领地，被称为「天领」。天领除农地外，还包括许多金银矿产。至幕府后期，日本国内领地总共约3000万石，其中天领约700万石，其他2300万石由大名管辖。大名领地最小为 1 万石，除德川家外，最大的领地超过100万石。
德川幕府通过頒布法令限制，除了控制了諸侯大名武士，也控制了天皇家、公家等貴族，以及寺社等宗教勢力，实现了一定程度的集权。至於各諸侯領地或是寺社地產的庶務，還是歸由各地大名與寺社住持或神官來管理，幕府只管大事不管小事。
一國一城令

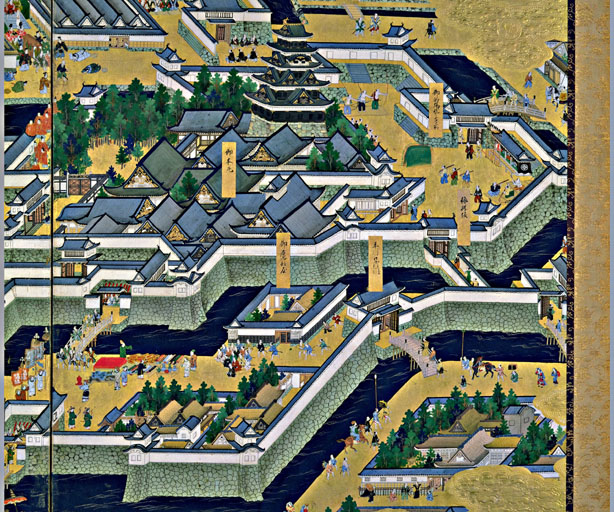
江戶城，即幕府所在地

德川幕府在元和元年（1615年）闰六月十三發出一國一城令，限令各藩除藩都以外，所有城堡一律夷平，防止大名軍事實力過高起兵造反。家臣武士被集中在幕都或藩都城堡周圍的城下町聚居，加強幕府及大名對家臣的控制。注意此處的一國中的國為令制國或大名的領國（之後的藩國）。
参勤交代
1633年幕府強制實行參勤交代制度，命令諸侯經常定期來回江戶覲見，在江戶城留府供職，大名一年留國一年留府，關東地區之大名更須每半年覲見一次，而大名留國其間，須將妻子定居江戶府上。此制度基本上確保幕府握有每個大名的正室做為人質，以防大名在領地叛變。雖然參覲花很多錢和時間，但是對有資格叛變的大名來講，問題不大。
頒布法令
德川家康也頒布武家諸法度、禁中並公家諸法度、寺院諸法度及諸社彌宜神主法度，分別控制旗下的諸侯大名、住在京都的天皇公家貴族、佛寺及神社。此外，幕府也規定大名有義務向將軍作定期捐獻、為將軍作戰及資助幕府大型工程(天下普請)，以增加大名的支出，削弱大名實力。

### 階級封鎖
幕府為維持穩定，不希望人民有階級流動的自由，遂規定人民須遵循世代的家業，不可轉移職業，安守本份。當時人民的社會地位由高至低如下：
- 武士：人數共有二百多萬人，佔全國人口百分之七，包括將軍、三百位左右的大名及旗下家臣；另外，公家貴族、神職和僧侶的地位亦等同於武士，人口大致上有六十萬人，佔全國人口百分之二，公家貴族的石高在江戶初年大致佔有十萬石，而神職和僧侶的石高在江戶初年大致佔有四十萬石。
- 農民、工匠：人數共有二千五百多萬人，佔全國人口百分之八十五。
- 商人：商人人數共有一百八十萬人，佔全國人口百分之六。
- 穢多/非人：地位等同奴隸的階級，為數三十萬人，佔全國人口百分之一，位列於士農工商四民之下。

### 重農抑商
農業之所以對幕府重要的原因是因為幕府的最主要收入是田賦。針對商人，幕府則可任意強令商人向它捐獻。幕府發放俸祿主要使用大米，但也會製作金幣銀幣銅錢，譬如慶長小判(金)、丁銀(銀)、慶長通寶(銅錢)。需注意的是，所謂重農其實只是相對抑商而言，幕府重視農業在於維持社會穩定及自身財政，而非厚愛農民，德川家康自己也曾表示：「統治農民最好是令他們餓不死又飽不了。」
幕府主要以繼承權來限制階級的流動性，武士或農家的家產主要只會選一個兒子當繼承人(跡繼)，如果沒有生下男孩，則可能收養子或招贅壻養子來繼承。其他子女則在他底下工作，也可能離家進入其他工商業維生。幕府雖然也有限制著人民的地區流動性，但是只要有申請通行證(通行手形)，百姓還是可以旅行的。像很多百姓會用參拜的名義申請通行證，到遠處的寺廟神社參拜。另外也有像芭蕉這樣的文人雅士，一邊旅行一面創作和歌。幕府管制最緊的是帶鐵炮進江戶(怕武器進江戶用來造反)，以及帶女性出江戶(怕大名為了造反叫正室逃出江戶回領國)，稱為「入鐵砲出女」。
在幕府重农抑商政策下，农学等科学得到了一定的发展，农学者宫崎安贞即参考明朝学者徐光启《農政全書》并结合自身考察经验，于1695年（元禄7年）写成了《農業全書》，對於農業技術在日本的推廣起到了一定的貢獻。此外，大藏永常、佐藤信淵等学者也对农业的发展做出了一定的贡献。

### 盛世
日本德川中期，随着地方性经济农业的蓬勃发展逐渐蔓延为全国性的元禄盛世，当时的江户人口已经高达一百万从而跻身全球人口最多的城市之列，全国城市化比例也不断增长。经济的繁荣提高了商人的地位。在文化方面兴起了町人文化，在寺子屋制度下民众识字率不断飙升，江户时代的民众教育水平在封建国家中出奇地高的。科学方面积极吸收西洋兰学，在火器，文学，医学方面都有极大发展，为明治维新打下了雄厚的基础。

## 社会结构
在德川日本，全体居民都被严格的等级制度分为四个阶层：武士、农民、手工业者和商人。在德川时期之前，这些阶层之间曾经有过一些流动，但是，德川将军为了维护他们的势力和特权，限制了这些流动。特别是，他们试图保护武士阶层，使得农民阶层不可能成为武士。1586年，丰臣秀吉颁布法令，农民必须在他们的土地上耕作。1587年，他颁布只有武士才可以佩带长剑，之后，这一条成了武士阶层的定义。

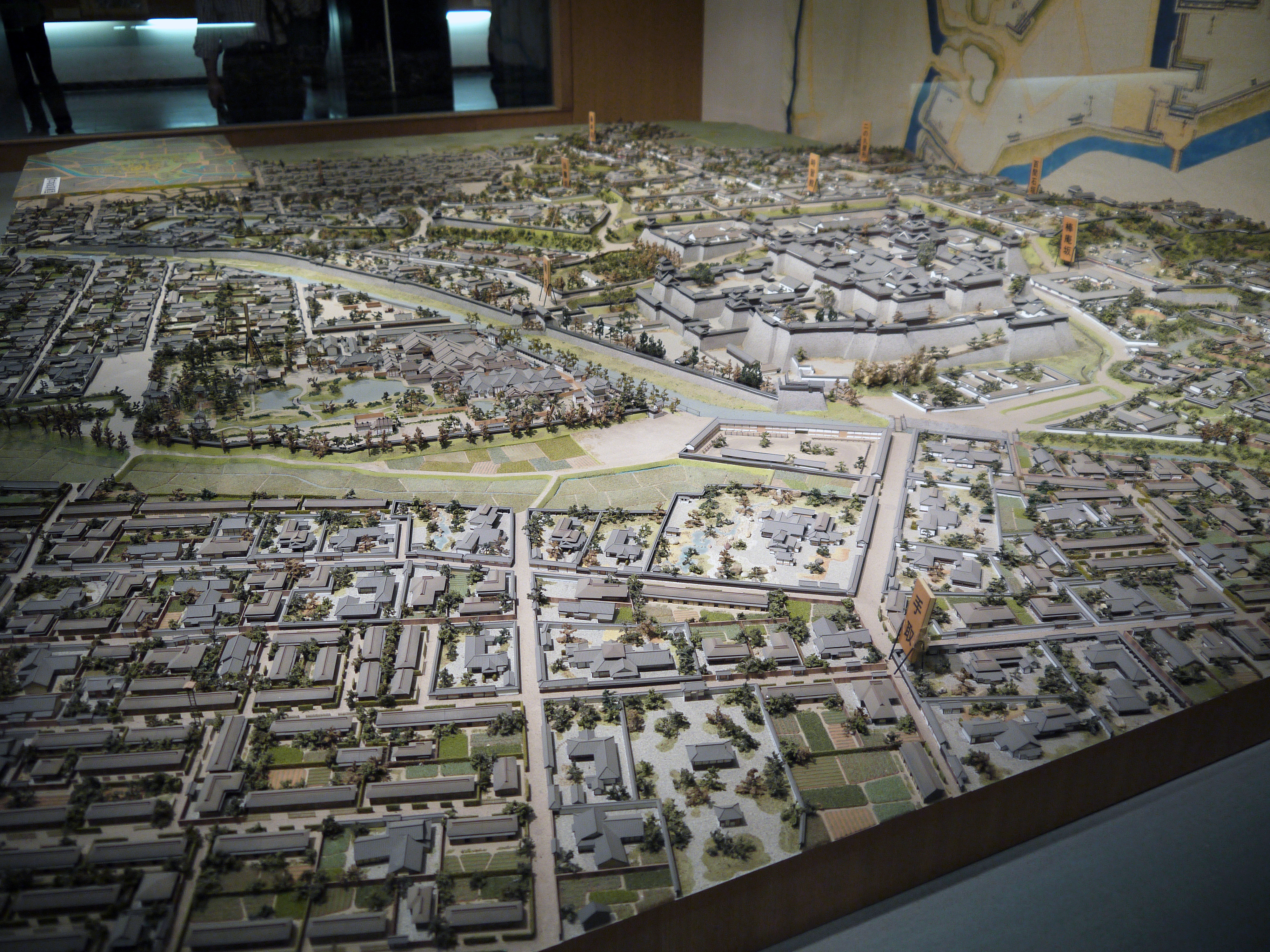
江戶時代的城市（熊本）

### 武士
武士就是战士阶层。最顶端的就是将军本身。在他的下面，是大名，控制着大量土地的地主。大名手下是他们自己聚集的武士，可以在很多方面为他们服务。其中一些是指导教师，一些守卫他的城堡，还有一些组成了他的私人军队。另外，在江户那种大城市里，武士有各种各样的功能——幕府中的官员，或者警官。最后，还有浪人，就是没有主人的武士。他们不用报答主人，同样也没有稳定的生活来源。浪人可能会定居在特殊的地方，教授技能或进行其他的工作。不过许多浪人会在乡下流浪并寻找有酬劳的工作。一些人也会像雇佣兵一样受雇于出价最高的大名。德川时期日本一共有3000万人，其中大约200万是武士，佔全國人口百分之七。另外，公家貴族、神職和僧侶的地位亦等同於武士，人口大致上有六十萬人，佔全國人口百分之二。

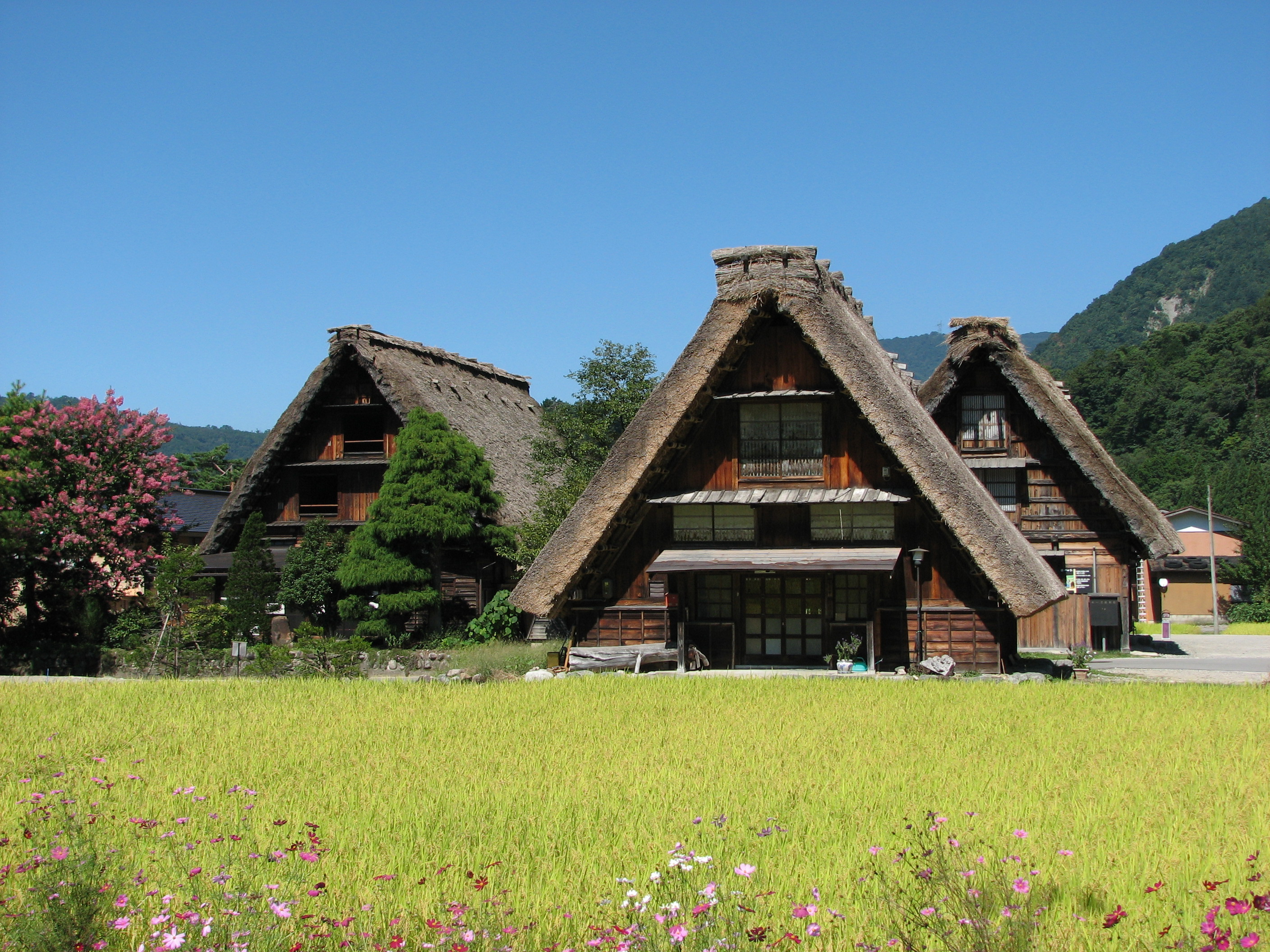
白川鄉

### 农民
大米是粘合社会各阶层的胶水，理所当然由农民生产。大米的量度标准是石，相当于52.5公斤（明治改制後才有一石200公斤稻穀，江戶時代仍維持唐制，故此時一石並不能維持一人一年食米量）。一石不能供一个人吃一年。在这个时期，日本大米年产量估计是2500万石。
将军负责分配整个国家的收成。他占有约400万石粮产量的领地，另外把绝大多数的领地分给了大名、旗本、僧侣及公家。据Charles J. Dunn所说，最强大的大名（日本北部的加贺）能收到130万石。在德川日本，超过270个大名能收到至少一万石。而农民保留的粮食取决于天气。通常，名目稅率是40%(四公六民)。但依不同時代與地點，农民可能要上缴一半以上的大米收成。年成不好的时候，将军和大名并没有减少他们的需求，因此农民被迫要用更少的粮食生活。这样，虽然农民在社会中是握有特权的——地位仅在武士之下。
种大米需要大量艰苦的体力劳动，即使是今天，许多工作都要手工操作。在艰难的时候，农民会无视将军禁令，搬迁到城市里从事贸易。当农民的土地被长子继承时，很多年幼的儿子也会去经商。他們人數共有二千五百多萬人，佔全國人口八成半。

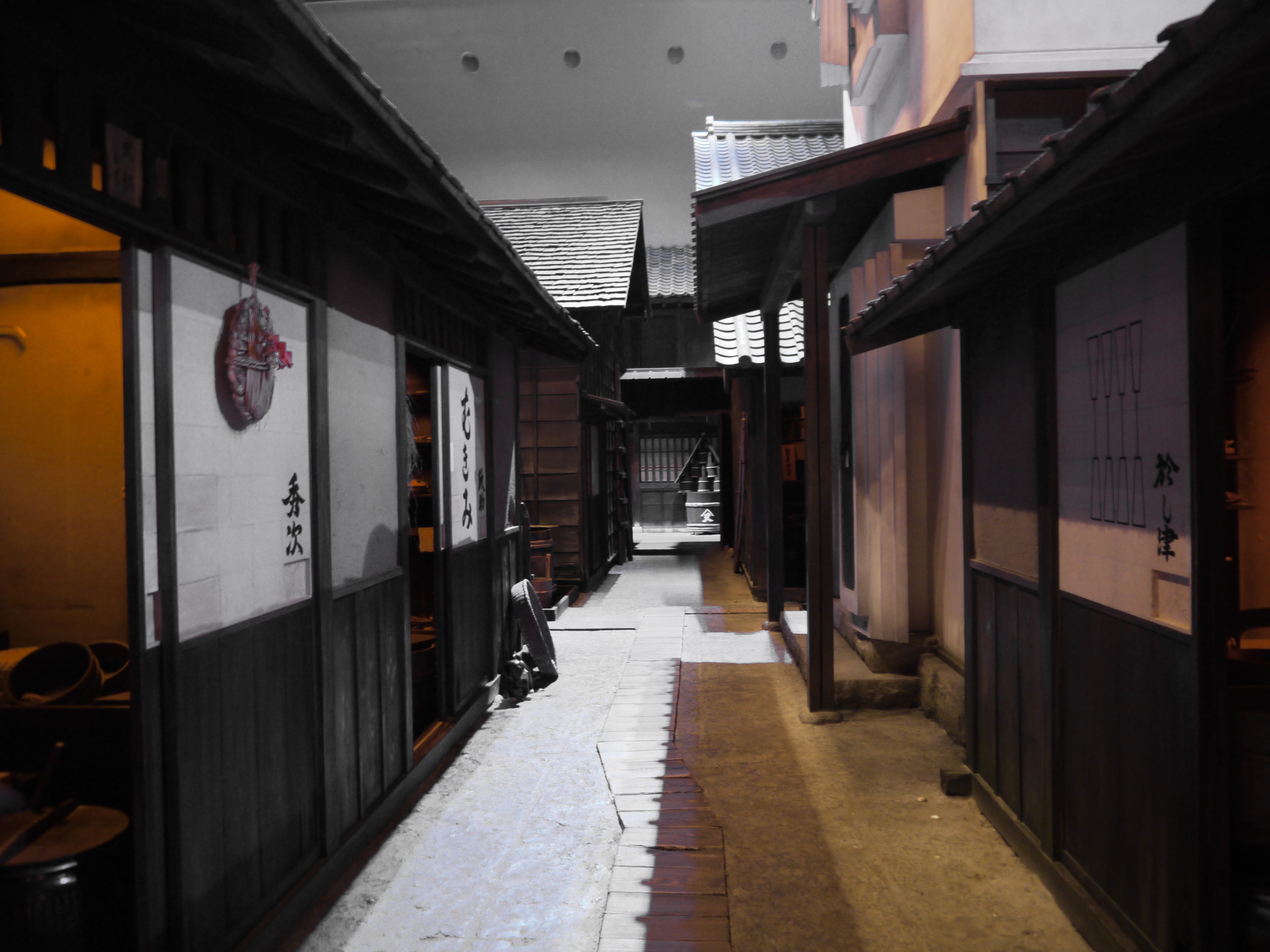
手工业者街

### 手工业者
很难把手工业者和商人明确的分开，是因为他们的经济活动经常重叠。比如一个制衣匠可能会卖掉他的产品，他的事业也可以在其他的方向上发展，比如借贷。在德川社会，武士对某些技术有很高的要求，比如造剑，受到了很高的重视，所以，造剑者有很高的地位。在德川日本，常见的技术包括木工、石工、酿造和涂漆。

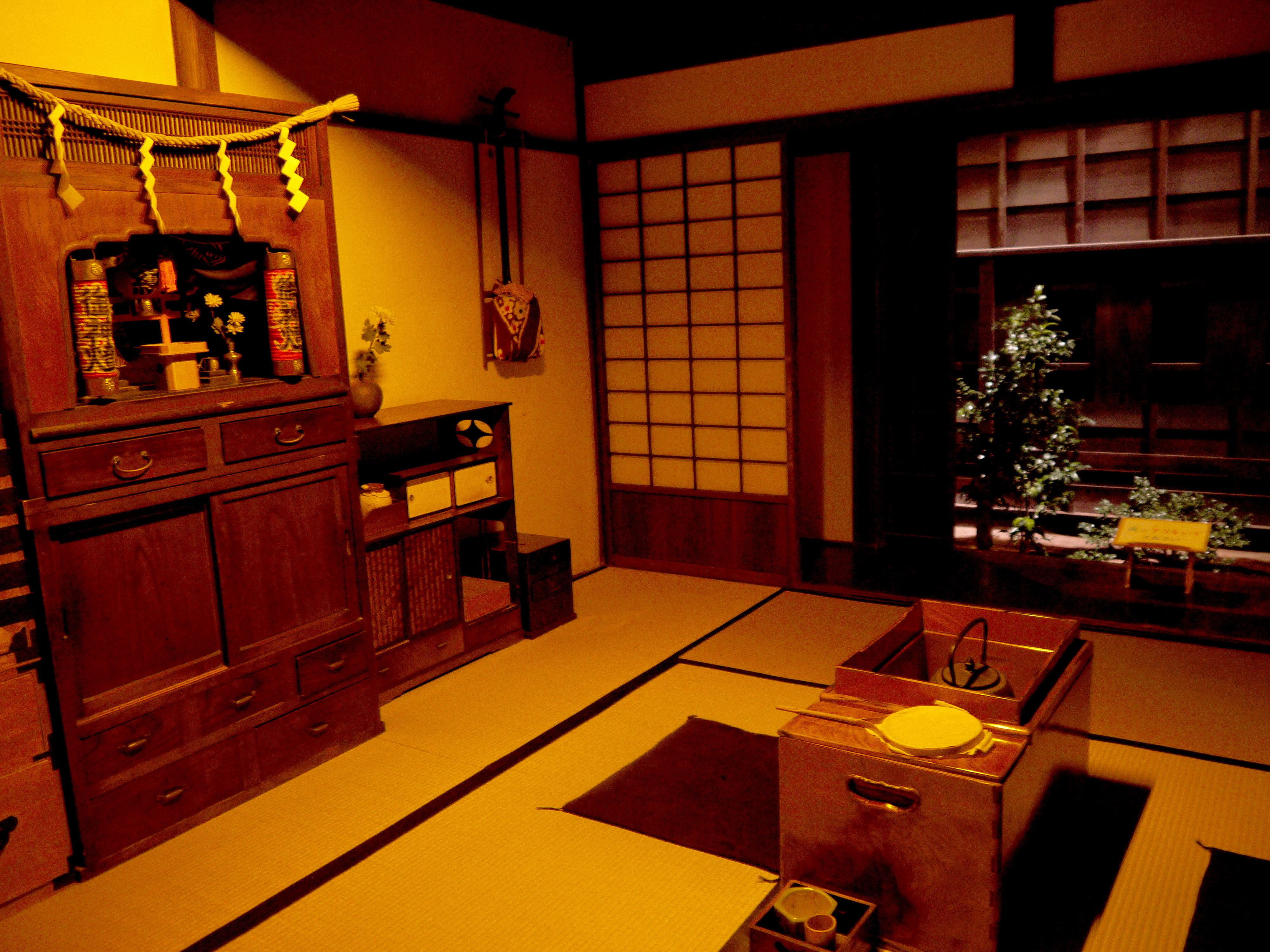
商人的家

### 商人
商人，特别是在城市中的那些，变得很富裕，但是处于社会阶层的底部。这是由于儒家的观点：商人不像农民和手工业者那样生产任何东西。相反，他们赚那些生产劳动力的钱。但是相反，正是因为有钱赚、大多數情況還賺了很多，所以其他阶层的，甚至是低级的武士，有时候也愿意接受这个较低的地位。此外，如同德川时期发展的那样，经济逐渐的从封建向商业转化，从整体上看，商人可以改善他们的社会地位。
在德川日本，贸易通常是一个缓慢而繁重的事业。虽然道路系统规模巨大，而且受到了很好的维护，但将军为了军事防御，禁止用车辆进行贸易。这样，大部分通过陆路的商品是放在马或人的背上。工匠及商人人數共有一百八十萬人，佔全國人口百分之六。

### 其他群体
其他几个群体存在于这个阶级体系之外，包括演员和屠夫（部落民）。在某些方面，既然它处于组成日本社会的严格的阶级体系之外，它的成员就有一定的自由度。不过，这个体系没有充分的生活保障和生计，所以生活在体系之外也有不利之处。部落民是被驱逐者——强迫生活在他们自己的团体中，并要避开日本社会的其他成员。他们的地位如此之低是因为他们的工作与死有关：他们处理动物的尸体，鞣兽皮并制革。部落民面对着大量的宗教中不吉利的东西。日本人受到佛教的影响，一般不太杀生，不太喫肉（海鮮除外）。在神道教中，与死相接触的人需要斋戒。在现代日本，仍然坚持区别部落民。部落民家庭的名单在社会中秘密的散播。保守的日本家庭为了防止儿子或女儿与一个部落民世家结婚，都会参考这样的名单。部落民般被排除在士農工商四民之外，地位等同奴隸的階級，為數三十萬人，佔全國人口百分之一。

### 婦女的作用
日本女性的生活因家庭的社会地位而异。武士家庭中的妇女被期望服从男性户主，但随着年龄的增长，如果丈夫去世，她们可以成为高级家庭成员。孩子们被要求尊重他们的父母双方，即使是成年人。来自下层阶级的妇女受到社会期望的限制要少得多，她们可以在家庭事务中发挥不可或缺的作用。

### 經濟概況
根據現代人對於江戶時代各大社會階層之薪資所得的估算，以「米1石≒金1両，1両≒10萬日幣（亦有8萬日幣，隨年代黃金匯率不同）」的公式來換算可得出當時薪俸最高的十大職業：
其中武門首領征夷大將軍的年收不明，因將軍為非薪給制所以無法明定數字。根據估算，初代將軍德川家康得以自由控制的收入約有100萬石，即現今的1000億日幣。德川宗家擁有約800萬石，包含日本三分之一土地為將軍家天領。但將軍的工時長，直到工作結束都被拘束著。其次是大名，特別是加賀藩的前田氏實際收入超過120萬石，換算成目前的年收是1200億日幣。但因為藩主也是非薪給制，所以詳細數字仍待考證。其三為豪商，幕府御用商三井家一日營業額約莫150両黃金，一年約54750両黃金，換算現今約為年收54億7500萬日幣，此為扣除進貨成本與人事費後的數字。第四為身居諸藩要務的上流武士，雄藩之下的上士收入從數百石到數萬石都有，年收估計於數千萬到數十億日幣之間。第五為關白，年收約數千石至一萬石程度。關白身為朝廷公家的最高職務，除了本身的薪俸外，御血筋所產生的獻金也佔一部分收入。譬如關白的女兒嫁予大名，該大名每年便需獻金約1000石依此類推。是故關白的年收換算今日達數億日幣至10億日幣間，相當於內閣總理大臣。第六為經紀公司或是風俗業老闆，在於幕末江戶吉原的「大黒屋」帳冊被奇蹟式的保留下來，具上所載年收3500両黃金，換算現今值3億5000萬日幣。第七為奧女中，諸奧女中之中作為大奧中等級最高的女中「上臈御年寄」，在各方面都有管道常常收受賄絡，因此收入超過1200両是存在可能的，相當於現今年收1億2000萬日幣。第八，具人氣的歌舞伎演員年收約值5000至1億日幣。第九，名藝妓，據考證年收約500両黃金，相當於現今年收5000萬日幣甚至更高，可媲美小藩的家老年收等級。惟治裝費所費不貲，幾乎成為赤字。江戶時代三大產業魚河岸（市集）、芝居町（劇場）以及吉原（妓院）一天營業額單獨皆可到達1000両（1億日幣），以花魁為例，一個晚上至少要花3両（30萬日幣）才接受消費，普通的藝妓約值1至2萬日幣可接受消費。第十為名醫，諸如杉田玄白等名醫，年收入達400至600両黃金，約現今4000至6000萬日幣。當時的醫師不僅需要開立處方籤也需自己配藥，比起診療費，醫藥費用更高，而名醫所開立的處方藥價錢更是昂貴。江戶時代一般來說醫藥費很高，也沒保險可用。

## 外交

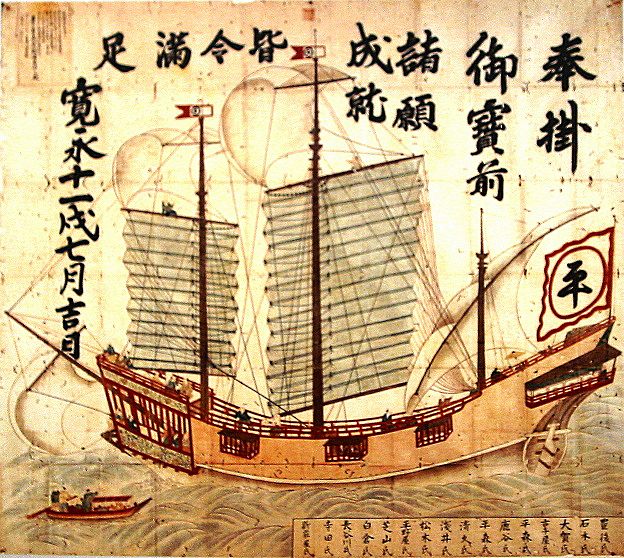
朱印船（寬永年間，1634年所繪）

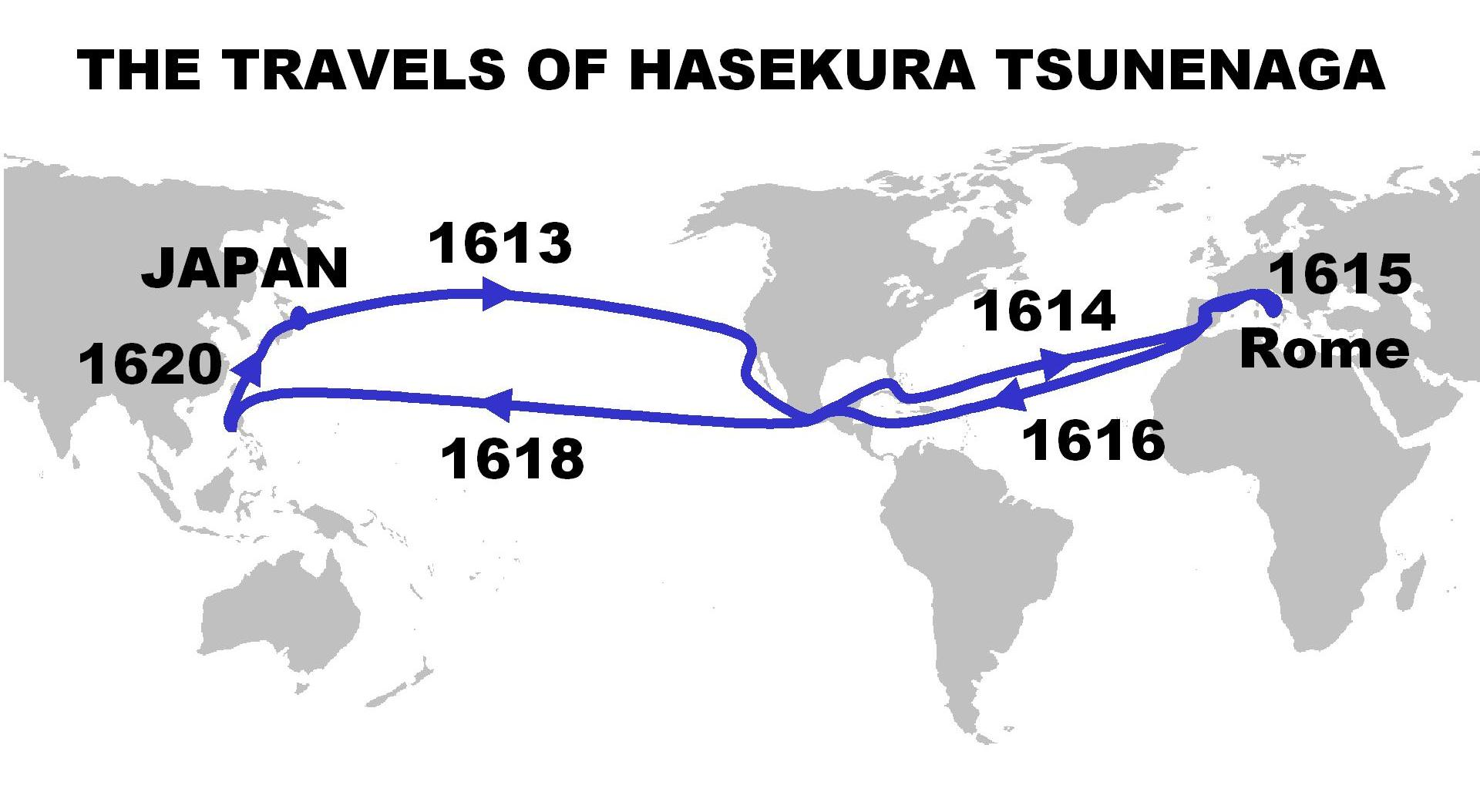
支倉常長的旅程

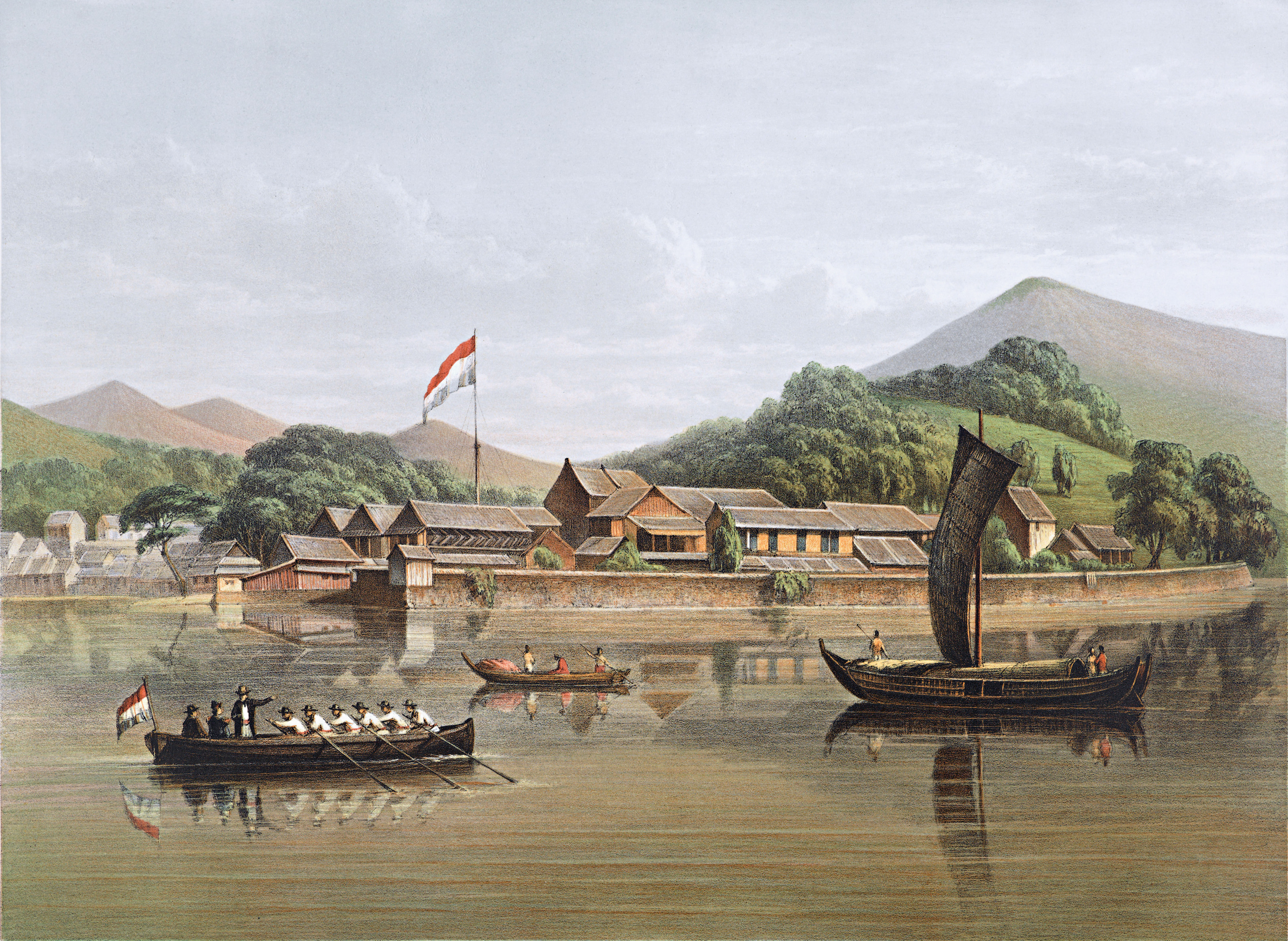
出島

### 海外貿易
德川家康時，積極與安南、呂宋等地進行貿易（參見南蠻貿易），與中國和葡萄牙商人競爭，他確立持有朱印狀者才能准予貿易的朱印船制度，據說豐臣秀吉時代就有朱印狀，德川時代加以延續，狀上會附上詳細的航行目的地，以及幕府批准的準確日期，右上角則蓋有將軍的紅色官印。日本西南的外樣大名與有勢力的商人便在德川家光下令鎖國之前，航行著朱印船往來東南亞、臺灣、馬尼拉之間。

### 鎖國政策
自豐臣秀吉年代開始，日本政府已經發覺西班牙及教會往往會帶來的威脅，為免日本被殖民、防止西方思想傳入以保障國內政治穩定及意圖壟斷對外貿易，於1624年與西班牙絕交，亦禁止船隻往來日本及菲律賓，1633年正式頒佈鎖國令，不准已出國之日本人回國，並於1638年島原之亂後，在1639年頒行最後一次鎖國令，禁止與葡萄牙貿易，今後只容許荷蘭人及中國人在長崎出島進行貿易。（對朝鮮貿易則集中在對馬島的對馬府中藩、對蝦夷人及西伯利亞民族的毛皮貿易則集中在北海道的松前藩、另薩摩藩在江戶時代後期也和琉球進行走私活動）至於其他國家，則一律拒絕和它們來往。

## 教育

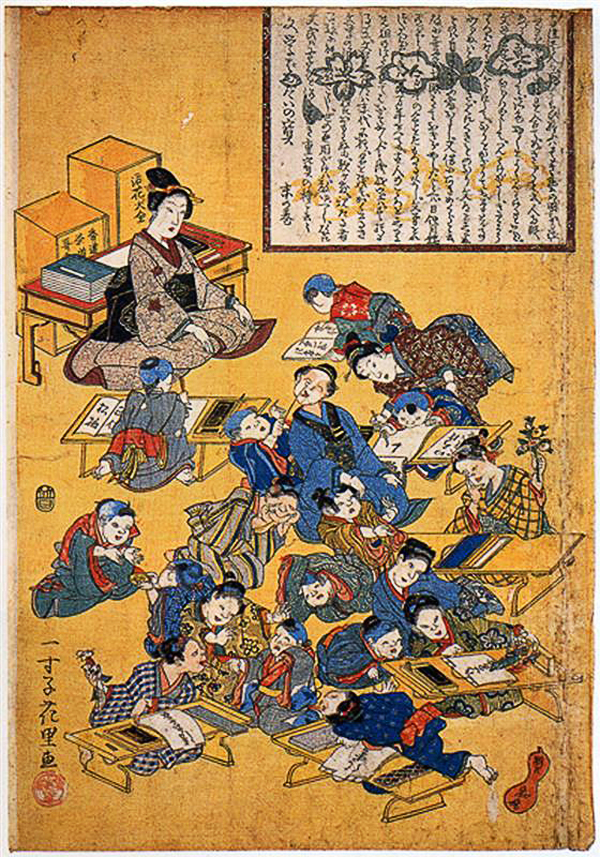
寺子屋里的女教师和学生
一寸子花里「文学万代之宝」

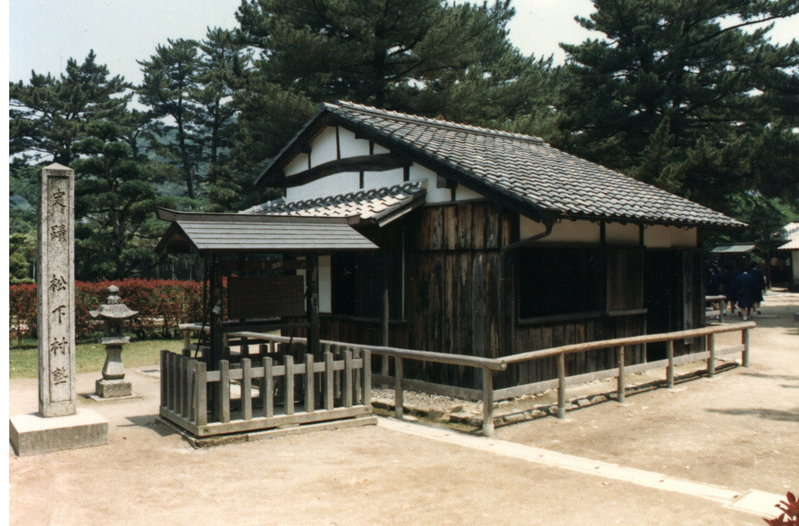
吉田松陰開設的松下村塾

### 提倡儒學
德川幕府提倡朱熹的儒家學說，希望藉儒家強調的三綱五常，來培養人民忠於幕府的思想，以維持社會穩定。早在德川初年，幕府已经任一些著名儒學者（如林羅山）為食客，以宣揚這種理念。江戶時代的學校大致分作下列五種：
- 幕府直轄學校：如昌平坂學問所，以武士為對象，帶有強制性
- 藩學：同樣以武士為對象，規模參照幕府學校，以教授儒學、漢詩、漢文、兵學及經濟為主，直至幕末時候約有二百餘所；著名者有會津藩日新館、米澤藩興讓館、熊本藩時習館及水戶藩弘道館
- 鄉學：幕府及藩主在鄉村興辦，以教育富裕庶民為主
- 私塾：約一千五百間，由著名學者建立，入學者多是慕名而來
- 寺子屋：提供類似現代的小學敎育，學童年齡大都是六至十多歲，以訓練讀、寫及算盤為主

江戶時代的人們教育水平是在中古型態的國家中出奇地高的（就連當時接觸日本的歐洲探險者也對其高的識字率感到驚訝），當時的男性少有文盲，女子識字率也較高，一是因為私塾和寺子屋沒有特定收費，富人可繳交銀錢作學費，即使出身寒微，如一般農家也可交以少量農作物或土產作學費，學費的相較便宜令多數人皆有機會受教，其二隨著商業化，人流物流增加，生活技藝的提高也迫使人們必須識字以維持生計，故當日之日本社會的教育水準是頗高的。

## 宗教

### 儒家
德川幕府提倡朱熹的儒家學說，在江户时代初期至中期開始流行。

### 基督教
自豐臣秀吉時期開始，日本政府就將基督教強制定型為所謂的邪教。江户幕府初期对基督教采取放任的政策，但在1612年时在幕府直辖领颁布了禁止基督教的命令，次年推及到全国，并于1640年设置宗门改役，掌管禁教事务。

## 衰落原因

### 經濟商業化
江戶時代早期經濟是以農業為主。但因農業收益低，一到艱難時候，農民會無視將軍的禁令，搬遷到城市裡從事貿易。貿易人口大增逐漸發展出一個龐大的工商業人口，足以抗衡舊有政治貴族之勢力。

### 倒幕思想崛起
在江戶末葉，地方上一些藩士逐漸產生出尊王攘夷的思想，並結成軍事聯盟實行倒幕。

### 外國衝擊

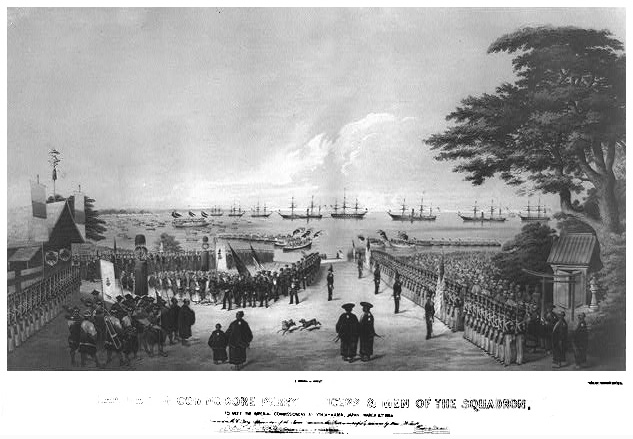
馬休·培里率軍登陸

十九世紀中葉，美國海軍將領馬休·培里和俄國海軍軍官普提雅廷前後來到日本來要脅幕府開國。對於幕府在這方面應對的拙劣，使得各藩的志士（以薩摩藩、水戶藩、長州藩為首）十分氣憤，再加上水戶學、國學的思想昂揚，尊王攘夷，支持朝廷、推翻幕府的倒幕理論於焉而生。藉由復興朝廷來推動日本國內的改革，是當時各藩志士的想法。

### 內部分化：將軍繼嗣之爭
由於第十三代將軍德川家定（1824-1858）體弱多病及無子嗣，因而於1858年前後出現水戶藩德川齊昭之子德川慶喜（1837年出生，時年21歲，他於1847年過繼一橋家）及紀伊藩德川齊順之子德川慶福（13歲）對繼承權之爭奪，由於慶福在血緣上較親及得到最大勢力的譜代大名近江彥根藩井伊直弼的支持（而井伊直弼與德川齊昭又在開國問題上意見相左），最後慶福亦成功繼位為第十四代將軍，改稱德川家茂（1858-1866年）。但由於慶喜有水戶藩及其他反對幕府的公卿及大名支持，因而加深了幕府權力核心的分化，更將其中一些公卿大名推向倒幕陣營；而家茂淪為井伊的傀儡，亦使各方對幕府領導失信心。

## 倒台

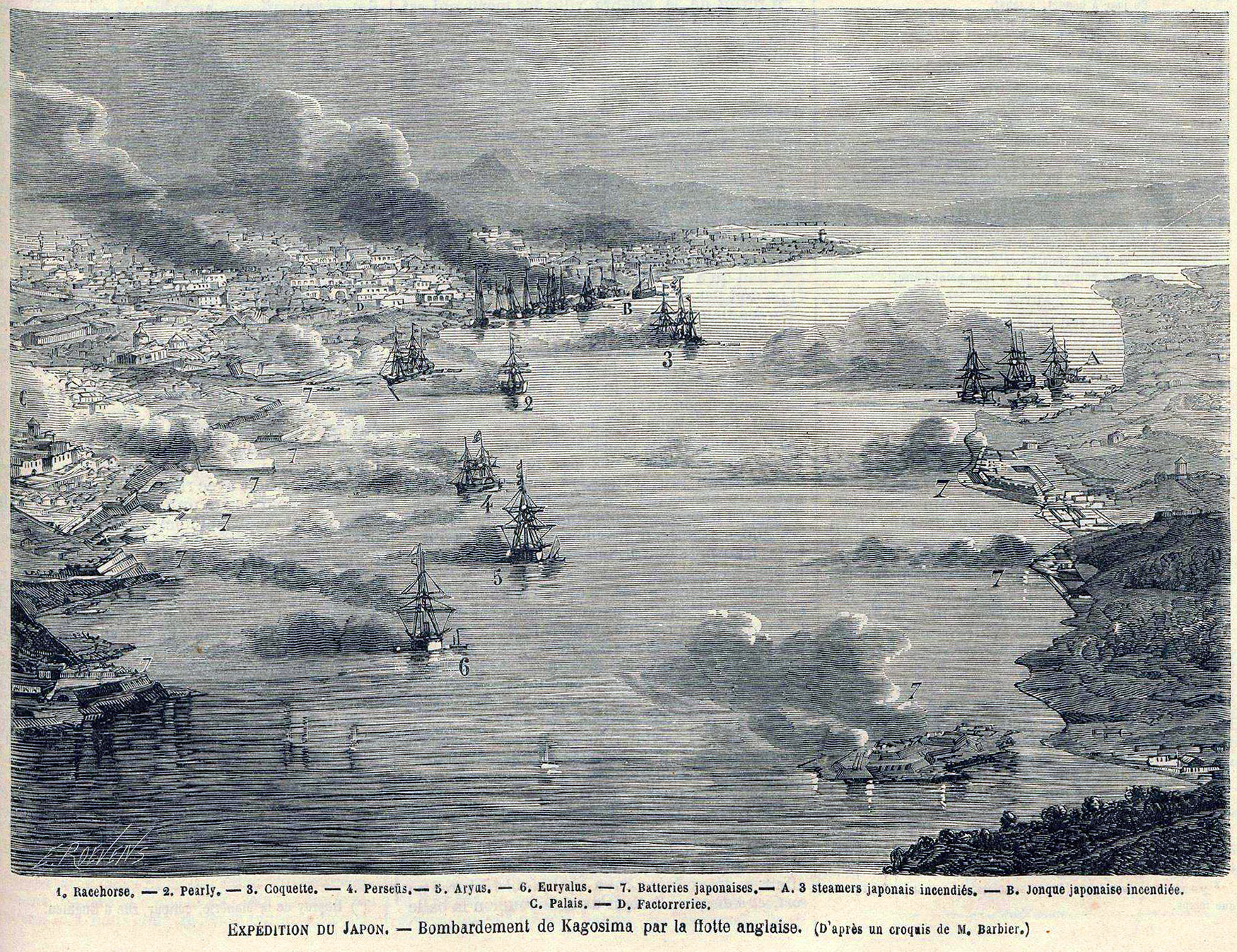
薩英戰爭

在地方上，一些人根据儒学水户学等理论，认为幕府把持朝政没有根据，形成倒幕思想。美国叩关以后，幕府威信下降，人们对幕府的不满也在加深，尊王攘夷思想在一些地方上成为潮流。最初，倒幕派思想保守，但在與西方列強有過交涉甚至短暫交戰經驗（例如1863年的薩英戰爭，薩摩藩與英國之間發生戰爭、1864年的下關戰爭，長州藩與英美法荷四國聯軍之間發生戰爭）后攘夷想法逐渐改变。具有倒幕思想的藩士们（長州、土佐、薩摩等藩），1866年开始结成军事联盟，并尝试与天皇接触，主張倒幕。1867年新繼位的明治天皇向倒幕派送去了许可倒幕的密诏。後來，幕府将军德川庆喜为了转移矛盾，在坂本龍馬居間斡旋下，提出「大政奉還」上奏文，表明将政权归还給天皇，但仍拒绝交出兵权与領地，並計畫利用天皇剛重新掌政，與倒幕派皆對政務運作不熟悉之時，派遣家臣進入政府，藉協助之名掌控政治。倒幕派對於這樣的結果很不甘心，但由於武力倒幕的正當性銳減，因此只好暫時按兵不動。
後來，政府內倒幕派與德川派的鬥爭漸趨白熱化。1868年1月3日，明治天皇颁布“王政复古大号令”，宣布废除幕府，并命令德川庆喜“辞官纳地”，将一切权力重新归於天皇。当倒幕派得知德川庆喜決定从大坂（今大阪）出兵進攻时，旋即派出以萨摩藩、长州藩成員为主力的军队，在京都附近的鳥羽、伏見兩地展开激烈战斗。经过三天的交戰，以寡擊眾的新政府，在新式軍隊與精良武器的助威下取得重大胜利，並決定乘勝追擊，派遣东征军攻打德川幕府的中心据点—江户。
倒幕派组成了新的政府，揭示基本施政方針的「五条御誓文」則於同年4月6日公布。新政府军、舊幕军雙方決戰江戶之前，幕府代表勝海舟與新政府代表西鄉隆盛達成協議：以國家為重，一致對外。1868年5月3日，江戶無血開城，幕府至此正式瓦解。

## 灾害

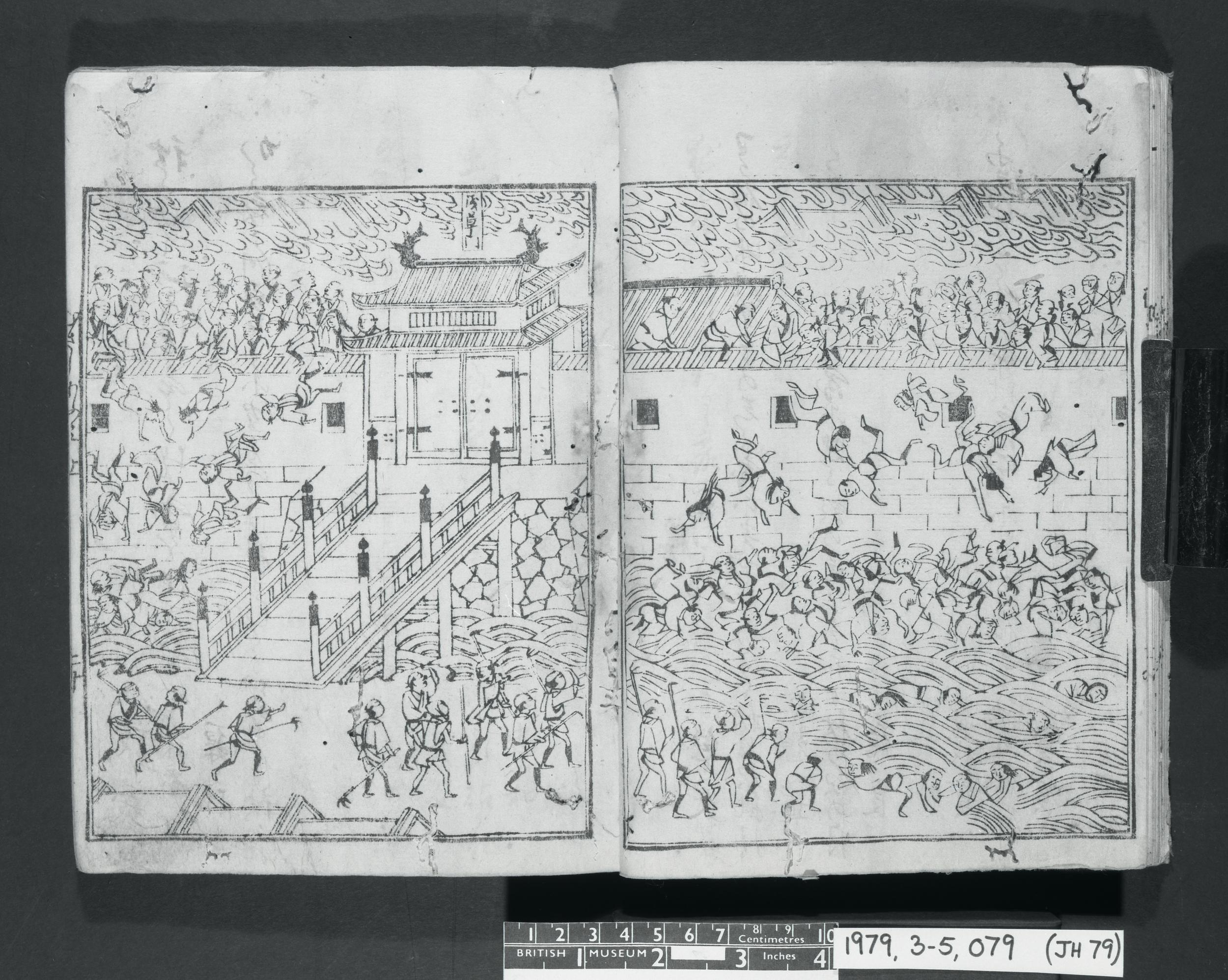
明曆大火

天明大喷发

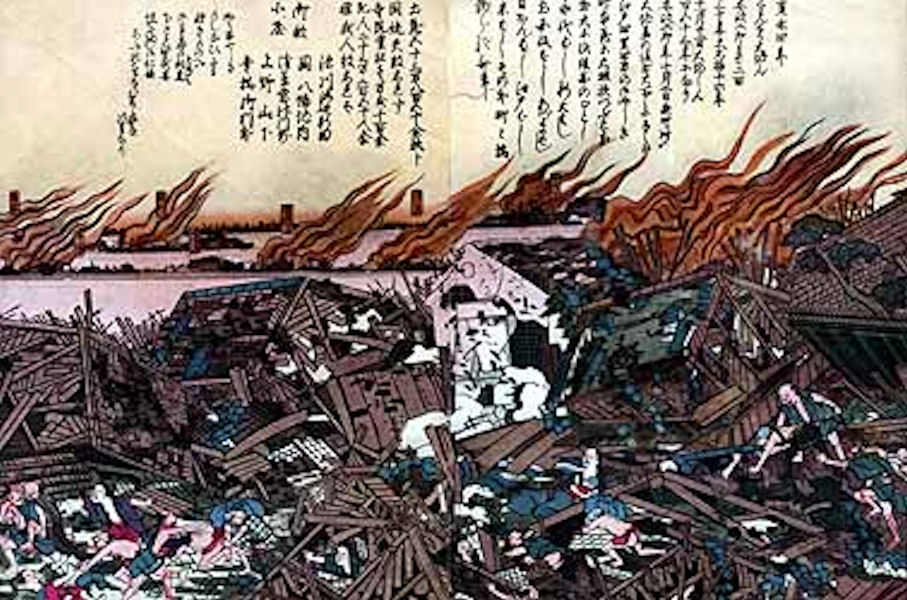
安政大地震

### 主要地震
- 慶長地震（日语：慶長大地震）
- 元祿地震
- 宝永地震
- 八重山地震
- 安政地震

### 主要火災
- 江戶三大火災
  - 明曆大火
  - 明和大火
  - 文化大火

### 主要火山喷发
- 宝永大喷发
- 安永大喷发（日语：安永大噴火）
- 天明大喷发
- 島原山崩肥後災難

### 主要饑荒
- 江戶四大饑荒
  - 寬永大饑荒
  - 享保大饑荒
  - 天明大饑荒
  - 天保大饑荒

### 引用
1. ↑  . Encyclopedia Britannica.   [2020-06-01]. （原始内容存档于2021-10-26） （英语）.
2. ↑  Hall (Editor), John Whitney. . James L. McClain. Cambridge, UK: Cambridge University Press. 1988. ISBN 0-521-22352-0. OCLC 17483588.
3. ↑  Perez, Louis G.  2nd. Westport, Conn.: Greenwood Press. 2009. ISBN 978-0-313-36442-6. OCLC 277040931.
4. ↑  Perez, Louis G.  2nd. Westport, Conn.: Greenwood Press. 2009. ISBN 978-0-313-36442-6. OCLC 277040931.
5. ↑  Hall (Editor), John Whitney. . James L. McClain. Cambridge, UK: Cambridge University Press. 1988. ISBN 0-521-22352-0. OCLC 17483588.
6. ↑  Hall (Editor), John Whitney. . James L. McClain. Cambridge, UK: Cambridge University Press. 1988. ISBN 0-521-22352-0. OCLC 17483588.
7. ↑  Perez, Louis G.  2nd. Westport, Conn.: Greenwood Press. 2009. ISBN 978-0-313-36442-6. OCLC 277040931.
8. ↑  Perez, Louis G.  2nd. Westport, Conn.: Greenwood Press. 2009. ISBN 978-0-313-36442-6. OCLC 277040931.
9. ↑  Hane, Mikiso. . Perez, Louis G. Second. Boulder, CO. 2014. ISBN 978-0-8133-4970-1. OCLC 895428280.
10. ↑  Hane, Mikiso. . Perez, Louis G. Second. Boulder, CO. 2014. ISBN 978-0-8133-4970-1. OCLC 895428280.
11. ↑  第一学习社. . 日本: 第一学习社. : 115. ISBN 978-4-8040-5314-1 （日语）.
12. ↑  . 人文学オープンデータ共同利用センター(CODH).   [2020-04-13]. （原始内容存档于2021-12-13） （日语）.
13. ↑  矢嶋道文. . 関東学院大学文学部紀要 (関東学院大学人文学会). 2010-12,. 120/121 (2): 323–360.

### 來源
- Charles J. Dunn，Everyday Life in Traditional Japan，Tokyo:Charles E. Tuttle Company, 1969.
- 依田熹家，简明日本通史，上海辽东出版社，2004